# Martha Stewart Bulloch
Martha Stewart Bulloch (Hartford, 8 luglio 1835 – New York, 14 febbraio 1884) è stata la madre del presidente Theodore Roosevelt e la nonna paterna di Eleanor Roosevelt.

## Biografia
Mittie era la figlia del maggiore James Stephens Bulloch, e della sua seconda moglie, Martha "Patsy" Stewart.
Attraverso il primo matrimonio di suo padre con Hester Amarintha "Hettie" Elliott (1797–1831), aveva due fratellastri più grandi:
- John Elliott Bulloch (1818–1821)
- James Dunwoody Bulloch (1823–1901)

Attraverso il primo matrimonio di sua madre con il senatore John Elliott, aveva quattro fratellastri più grandi:
- Susan Ann Elliott (1820–1905)
- Georgia Amanda Elliott (1822–1848)
- Charles William Elliott (1824–1827)
- Daniel Stewart "Stuart" Elliott (1826–1861)[2]

Quando Mittie aveva quattro anni, il maggiore Bulloch trasferì la famiglia nella Contea di Cobb, in Georgia, nel nuovo villaggio che sarebbe diventato Roswell. Il maggiore Bulloch decise di trasferirsi lì per diventare partner di un nuovo cotonificio con Roswell King, il fondatore della città. Bulloch fece costruire una villa e subito dopo che fu completato nel 1839, la famiglia si trasferì nella Bulloch Hall. Essendo una struttura antebellum significativa, è stata inserita nel National Register of Historic Places.
I Bulloch erano una ricca famiglia, membri dell'élite della Georgia. Nel 1850 detenevano trentuno schiavi negri, molti dei quali lavoravano nei loro campi di cotone. Altri furono assegnati a compiti domestici come cucinare, cucire e lavori connessi. Una recente ricerca nei registri Bulloch ha identificato 33 schiavi che erano di proprietà della famiglia. Sono stati commemorati su una targa sul terreno della villa.
A Mittie, come tutti i suoi fratelli, fu assegnato uno schiavo personale, o un'ombra, per fungere da compagno. La compagna di Mittie, Lavinia, per esempio, andava ovunque con lei, tanto che dormiva su un tappetino di fianco al suo letto.
Dopo la morte del maggiore Bulloch nel 1849, le fortune della famiglia diminuirono un po'. Più tardi, come ci si aspettava dai giovani signori del sud, i fratelli Mittie, Irvine e James combatterono nella guerra civile come ufficiali confederati. Entrambi vissero in Inghilterra dopo la guerra. Anche suo fratello Dan combatté come confederato ma è stato ucciso in azione.
Alcuni ritengono che il personaggio di Rossella O'Hara, nel romanzo di Margaret Mitchell, Via col vento, fosse basato in parte su Mittie. Mittie era una vera e propria reginetta del sud, una donna bella e vivace, non diversamente dalla finta Rossella.

## Matrimonio
Mittie sposò Theodore Roosevelt Sr. il 22 dicembre 1853 a Bulloch Hall. Prima che Theodore arrivasse in Georgia per la cerimonia, lo schernì con il fatto che stava ricevendo attenzione da altri uomini.
Questa celebrazione attirò ospiti da tutta la Georgia, ma solo un piccolo gruppo da parte dello sposo. Nessuno dei quattro fratelli maggiori di Theodore o le loro famiglie viaggiarono verso sud per la cerimonia; solo i suoi genitori parteciparono al matrimonio. Ciò segnò la prima volta che Margaret o Cornelius si avventurarono nel profondo sud.
I festeggiamenti continuarono per un'intera settimana e gli ospiti vennero fatti alloggiare nelle case vicine per dormire.
Dopo la luna di miele, la coppia si trasferì nella loro nuova casa a 28 East 20th Street, New York, un regalo di nozze di Cornelius. Poco dopo, sua madre, Patsy e sua sorella, Anna Bulloch, si trasferirono a nord per unirsi a Mittie.
La coppia ebbe quattro figli:
- Anna Roosevelt (1855—1931)
- Theodore Roosevelt (1858—1919)
- Elliott Bulloch Roosevelt (1860—1894)
- Corinne Roosevelt (1861—1933)

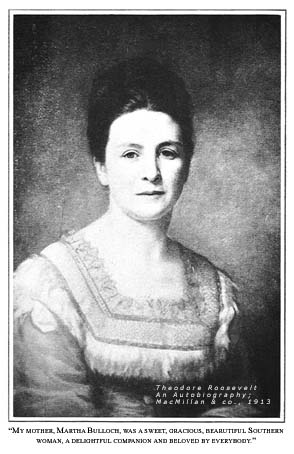
Ritratto di Martha Stewart Bulloch

Durante la guerra, Mittie era terrorizzata per i suoi fratelli, Irvine e James. Queste crisi emotive sono state in qualche modo mitigate dalla maturità e dalle capacità gestionali della figlia maggiore di Mittie, Bamie, che ha assunto un ruolo di leadership in giovane età, soprattutto quando suo padre, era a Washington, visitando Lincoln e facendo pressioni al Congresso per i programmi a sostegno delle truppe settentrionali sul campo e delle loro famiglie a casa. Theodore, servì la causa dell'Unione, fungendo da commissario e viaggiando per convincere i soldati a inviare una percentuale dei loro salari alle loro famiglie.
Durante l'educazione dei suoi figli, la famiglia viaggiò in Europa. Nel 1873 Mittie e sua figlia Bamie andarono a Parigi e poi alle terme di Karlovy Vary, in modo che Mittie potesse ringiovanire la sua salute.

## Morte
Mittie morì di febbre tifoide il 14 febbraio 1884, lo stesso giorno e nella stessa casa della prima moglie di suo figlio Theodore, Alice Lee Roosevelt, che morì inaspettatamente di malattia di Bright, due giorni dopo la nascita di sua nipote Alice Roosevelt Longworth. È sepolta nel cimitero di Green-Wood a Brooklyn.